# Ctenomys latro
Ctenomys latro és una espècie de mamífer rosegador histricomorf de la família dels ctenòmids. És endèmica de l'Argentina.
El seu hàbitat natural són pasturatges subtropicals o tropicals en terres baixes i seques.